# 安提柯三世
安提柯三世（契约王）（Άντίγονος ό Δωσων，前263年—前221年）是安提柯王朝的马其顿国王（前227年～前221年在位）。
安提柯三世是昔蘭尼国王德米特里之子，马其顿国王德米特里一世之孙。他在其堂兄德米特里二世去世后，以摄政的名义夺取了德米特里二世年幼的继承人腓力五世的全部权力，实际上成为马其顿的国王。
安提柯三世希望实现马其顿独霸希腊的图谋，频频向希腊最有势力的城邦联盟亚该亚同盟伸出橄榄枝。与此同时，斯巴达在其锐意改革的国王克里昂米尼三世的统治下，拒绝承认马其顿对各城邦具有最高权力。这一做法可能反映了许多城邦的意愿，但克里昂米尼三世的军事活动也让亚该亚同盟深感担忧。克里昂米尼多次打败亚该亚同盟；在这种情况下，亚该亚人完全倒向安提柯三世，为他插手希腊事务提供了机会。前222年，安提柯三世与亚该亚同盟的联军在塞拉西亚战役中击溃了斯巴达军队，迫使克里昂米尼三世逃亡。
安提柯三世在占领斯巴达后彻底废除了一切改革。他让被克里昂米尼推翻的监察官（所谓五人议事会）重新上台。通过这次胜利，他使整个希腊——包括亚该亚同盟——再度臣服于马其顿。
安提柯三世死于一次战役，他在大声指挥部队时血管破裂。
| 前任： 德米特里二世 | 马其顿国王 | 继任： 腓力五世 |